# Sarascelis luteipes
Sarascelis luteipes är en spindelart som beskrevs av Simon 1887. Sarascelis luteipes ingår i släktet Sarascelis och familjen Palpimanidae. Inga underarter finns listade i Catalogue of Life.